# Lipogramma evides
Lipogramma evides är en fiskart som beskrevs av Robins och Colin, 1979. Lipogramma evides ingår i släktet Lipogramma och familjen Grammatidae. Inga underarter finns listade i Catalogue of Life.